# Chemsakiella michelbacheri
Chemsakiella michelbacheri là một loài bọ cánh cứng trong họ Cerambycidae.